# Taravai
Taravai is een eiland van de Gambiereilanden in Frans-Polynesië. Taravai ligt 1650 km ten zuidoosten van Tahiti. Het eiland is 8 km lang en 1,3 km breed en heeft een oppervlakte van 15,4 km². 

## Geschiedenis
Het eiland werd door de Britse zeevaarder in 1797 bezocht. In de negentiende eeuw kwamen de Fransen en begonnen missiepaters van de Congregatie van de Heilige Harten van Jezus en Maria met hun zendingswerk. Het eiland was toen dicht bevolkt. In 2017 woonden er nog maar acht mensen.

## Ecologie
Het eiland heeft een schrale, droogteminnende vegetatie rond de heuveltoppen. Op het eiland komen 38 vogelsoorten voor waaronder zeven soorten van de Rode Lijst van de IUCN waaronder het witkeelstormvogeltje (Nesofregetta fuliginosa).
Eilanden: Temoe - Mangareva - Aukena - Akamaru - Kamaka - Taravai